# یاسمین گرات
یاسمین گرات (آلمانی: Jasmin Gerat؛ زادهٔ ۲۵ دسامبر ۱۹۷۸) بازیگر اهل آلمان است.
از فیلم‌ها یا برنامه‌های تلویزیونی که وی در آن نقش داشته‌است می‌توان به کوکوو و هشدار برای کبرا ۱۱ اشاره کرد.